# Beatriz de Borbón y Battenberg
Pour les articles homonymes, voir Béatrice de Bourbon (homonymie).
Beatriz de Borbón y Battenberg (en français, Béatrice de Bourbon), née le 22 juin 1909 au Palais royal de la Granja de San Ildefonso et morte le 22 novembre 2002 au palais Giraud-Torlonia à Rome, est une infante d'Espagne. Elle est la fille du roi Alphonse XIII et de la reine Victoire-Eugénie de Battenberg.

## Biographie
L'infante Beatriz naît au palais de La Granja de San Ildefonso près de Ségovie en Espagne. La famille royale espagnole fuit le pays en 1931, lors de la proclamation de la république. Elle s'installe à Paris, avant de s'installer à Fontainebleau.
Beatriz est la 1094e dame de l'ordre de la Reine Marie-Louise qui est un ordre militaire espagnol désigné également sous le nom de l'ordre royal des dames nobles de la Reine Marie-Louise d’Espagne.
En 1933, le roi Alphonse XIII, en instance de séparation avec Victoire-Eugénie, s'installe avec ses deux filles (Beatriz et María Cristina) à Rome.
Le 14 janvier 1935, l'infante Béatrice épouse un membre de la noblesse romaine, don Alessandro Torlonia (Rome, 7 décembre 1911 – Rome, 12 mai 1986), prince de Civitella Cesi et fils de don Marino Torlonia. Malgré l'appartenance des Torlonia à la haute noblesse romaine, on considère le mariage contracté par l'infante Beatriz comme morganatique. Après leur mariage, ils sont reçus en audience par le pape Pie XI. Elle s'installe avec son époux au palais Giraud-Torlonia situé à Rome.
Beatriz et Alessandro ont quatre enfants :
- Donna Victoria Alessandra Torlonia (14 février 1936 - 31 décembre 2014), mariée avec le comte Clemente Lequio di Assaba (1925-1971) ;
- Don Marco Alfonso Torlonia Cesi (2 juillet 1937 - 5 décembre 2014), sixième prince de Civitella Cesi, marié avec donna Orsetta Caracciolo di Castagneto (1940-1968), puis avec Philippa Catherine McDonald (1942) et divorce, puis avec Blažena Anna Helena Svitáková (1940) ;
- Don Marino Torlonia Richard Francis Joseph (13 décembre 1939 - 28 décembre 1995), célibataire et sans enfant ;
- Donna Olimpia Emanuela Enrichetta Maria (27 décembre 1943), mariée avec Paul-Annik Weiller (1933-1998), fils de Paul-Louis Weiller, dont six enfants, parmi lesquels Sibilla Weiller, épouse du prince Guillaume de Luxembourg.

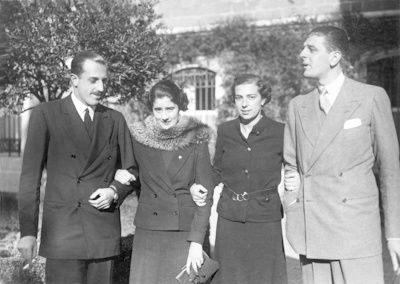
Beatriz accompagnée de son époux, de son frère l’infant Jacques-Henri, et de l’épouse de ce dernier, Emmanuelle de Dampierre.

En 1938, la famille royale d'Espagne, Alphonse, Victoire-Eugénie et leurs enfants, se réunissent à Rome pour le baptême du prince Juan Carlos, fils aîné de Juan de Borbón y Battenberg, un des frères de Béatrice.
Beatriz de Borbón y Battenberg renonce à ses droits de succession au trône d'Espagne, ainsi que pour ses descendants, en conservant toutefois son rang et ses titres.
L'infante Beatriz meurt le 22 novembre 2002 à Rome, à l'âge de 93 ans. Ses funérailles ont lieu quatre jours plus tard en l'église Santa Maria in Monserrato degli Spagnoli de Rome, en présence du roi Juan Carlos Ier, de la reine Sophie, du prince Felipe et de l'infante Cristina, suivies de l'inhumation dans le cimetière de Campo Verano. Une messe à sa mémoire est célébrée le 20 janvier 2003 à l'Escurial, nécropole de la famille royale espagnole, où les honneurs lui sont rendus en sa qualité d'infante d'Espagne.

## Armoiries
| Comme infante d'Espagne | Comme infante et princesse de Civitella-Cesi | Comme infante et veuve |
| ----------------------- | -------------------------------------------- | ---------------------- |
|                         |                                              |                        |